# パブリック・サービス・ビル (ポートランド)
パブリック・サービス・ビル（英: Public Service Building）は、アメリカ合衆国オレゴン州ポートランドの中心街にある歴史的事務所建築物。1996年より、同建物と敷設駐車場がパブリック・サービス・ビルとガレージ（英: Public Service Building and Garage）の名で国家歴史登録財に指定されている。ポートランド・ガス・アンド・コーク社とパシフィック・ライト・アンド・パワー社を収めるために建造された建物であり、パブリック・サービスという名称が示すように、当時ガスや電気などのインフラは「公共サービス」であった。なお、ポートランドには「ポートランド・パブリック・サービス・ビル」と呼ばれる建物が別にあるが、ポートランド・パブリック・サービス・ビルは「ポートランド・ビル」という名称で知られる近代的なポストモダン建築物である。サーモン通りと6番通りに面しているが、この交差点にあたる場所ではナイキ・タウンが第1号の店舗を置いている。

## 構造
67m (220ft)の高さを有する16階建ての建物である。南北にあるウイングはもともと2階建てであったが、1957年に改装工事を受けて12階の高さに作り上げられた。完成後は摩天楼として認知され、1960年代までポートランドで最も高い建築物の座に君臨した。
メインとなる電力工場はかつて地下に設けられた。現在は市の主要な給電線が収められている。

## 建築
パブリック・サービス・ビルは、ポートランドで活躍した多作の建築家A・E・ドイルの事務所が市内で手掛けた3つのイタリアネート様式の建築物のうち、3番目の建築物にあたる。プロジェクトの主要設計者だったチャールズ・K・グリーンは、ドイルが手掛けた他の2点のイタリアネート建築物（1924年完成の「バンク・オブ・カリフォルニア・ビル」と1926年完成の「パシフィック・ビル」）にも携わっている。グリーンはパブリック・サービス・ビルの設計に着手した人物であるが途中でポートランドを離れ、ピエトロ・ベルーシが後任としてプロジェクトを完成させた 。
地上2階はグレーのテラコッタが用いられ、3階以降はグレーのレンガが用いられている。コーニスや細かい部分も同様にテラコッタが用いられている。様式的な波状のモチーフをとっており、この構造は建物の繰り形に沿って見ることができる。完成当初あった屋根には、他の2つの建物と同じく、赤い粘土タイルが用いられていた。ピエトロ・ベルーシのタッチを感じるとることができるのは、ロビー部である。ロビーではベルーシがデザインした、公益企業のテナントを象徴したエレベーター扉を見ることができる。
完成当初、ポートランド市内で最も高い建築物となったことを上手く利用し、上記の公益企業は屋根に「電力」「熱」「ガス」「光」というネオンサインを屋根に設置した。各サインは各方角を向いて設置された。
この建物を設計した事務所の代表だったA.E.ドイルは、1928年1月に没した。パブリック・サービス・ビルが開館したわずか3週間後の出来事であった。

## 改築
パブリック・サービス・ビルの改築工事は1957年、1973年、1999年に行われている。1957年の工事では各ウイングの高さが12階まで高められた。1973年にはネオンサインと元々の屋根の除去工事が行われ、代わりに新しく金属製の屋根が取り付けられた。1999年の改築では、新技術の導入による電力コストの削減に焦点が当てられ、2000万米ドル近くを要して工事が行われた。
パブリック・サービス・ビルは1993年、市内に駐車場や駐車スペースを所有するグッドマン家に300万米ドルで売却された。